# Mr. Lawrence
Douglas Lawrence Osowski, més conegut com a Mr. Lawrence, (East Brunswick, Nova Jersey, 1 de gener de 1969) és un actor de doblatge, comediant, guionista, presentador de televisió i director estatunidenc. Lawrence és conegut per al seu treball a la sèrie animada de televisió SpongeBob SquarePants, on és actor de doblatge de Sheldon Plankton, Larry la Llangosta, Johnny Erain i altres personatges. També és actor de doblatge de T. Platypus, Infermera Leslie, Dave, i Ping-Pong en Camp Lazlo, i de Filburt a Rocko's Modern Life.
A més, és un comediant, caricaturista, escriptor, director, animador i productor de la sèrie de televisió Johnny Talk. També treballà a The Ren & Stimpy Show en la segona temporada com assistent d'animació. A Ni Hao, Kai-lan, realitzà el paper d'Eugene, pare de Rintoo. Lawrence també va aparèixer com Big the Budo a The Adventures of Meat-Kun.
Com comediant, Mr. Lawrence va actuar a Nova Jersey i Los Angeles, col·laborà amb el comediant Jeremy Kramer i l'escriptor de comèdia de Boston, Martin Olson. Jeff "Swampy" Marsh, escriptor de Rocko's Modern Life, va descriure a Lawrence com l'elaborador d'un "únic sentit de l'humor," i "realment hauria de conèixer a Doug per entendre'l (o no)" el seu estil.

## Filmografia
Actor
| Any          | Pel·lícula/Sèrie                         | Paper                                       | Notes                                    |
| ------------ | ---------------------------------------- | ------------------------------------------- | ---------------------------------------- |
| 1993-1996    | Rocko's Modern Life                      | Filburt Turtle veus addicionals             |                                          |
| 1996-2004    | Hey Arnold!                              | Mr. Frank                                   | Episodi: "Guess Who's Coming to Burp?"   |
| 1999-present | SpongeBob SquarePants                    | Plankton Larry the Lobster Veus addicionals |                                          |
| 2000         | Hairballs                                |                                             |                                          |
| 2004         | The SpongeBob SquarePants Movie          | Plankton                                    |                                          |
| 2005-2008    | Camp Lazlo                               | Edward Dave and Ping Pong Infermera Leslie  |                                          |
| 2006         | Ergo Proxy                               | Dog Cop #4                                  | Episodi: "Shôjo sumairu"                 |
| 2007         | The Grim Adventures of Billy and Mandy   | Alien #2                                    | Episodi: "Billy and Mandy Moon the Moon" |
| 2012         | The Aquabats! Super Show!                | Manant                                      | episodi: "Manant!"                       |
| 2014         | The SpongeBob Movie: Sponge Out of Water | Plankton                                    |                                          |

| Any  | Videojoc                                              | Paper                                           |
| ---- | ----------------------------------------------------- | ----------------------------------------------- |
| 1996 | Nickelodeon 3D Movie Maker                            | Filburt Turtle                                  |
| 2001 | SpongeBob SquarePants: SuperSponge                    | Plankton                                        |
| 2001 | Nicktoons Racing                                      | Plankton                                        |
| 2001 | SpongeBob SquarePants: Operation Krabby Patty         | Plankton                                        |
| 2002 | SpongeBob SquarePants: Employee of the Month          | Plankton Larry the Lobster                      |
| 2002 | SpongeBob SquarePants: Revenge of the Flying Dutchman | Plankton Larry the Lobster                      |
| 2003 | Nickelodeon Toon Twister 3D                           | Plankton                                        |
| 2003 | SpongeBob SquarePants: Battle for Bikini Bottom       | Plankton Larry the Lobster Prawn Fish Announcer |
| 2004 | The SpongeBob SquarePants Movie Game                  | Plankton                                        |
| 2005 | Nicktoons Unite                                       | Plankton                                        |
| 2005 | SpongeBob SquarePants: Lights, Camera, Pants!         | Plankton                                        |
| 2006 | SpongeBob SquarePants: Creature from the Krusty Krab  | Plankton                                        |
| 2008 | SpongeBob's Atlantis SquarePantis                     | Plankton                                        |
| 2009 | Borderlands                                           | Additional Voices                               |
| 2009 | SpongeBob's Truth or Square                           | Plankton                                        |
| 2011 | Nicktoons MLB                                         | Larry the Lobster                               |

Guionista
- Rocko's Modern Life (1993-1996)
- SpongeBob SquarePants (1999-2002 i des del 2009)
- Hairballs (2000)
- Johnnie Talk (2003)
- SpongeBob's Truth or Square (2009)
- The Haunted World of El Superbeasto (2009)
- The Twisted Whiskers Show (2010)

Director
- Looks Can Kill (1994)
- Rocko's Modern Life (1993-1996) - Sugar-Frosted Frights/Ed Is Dead: A Thriller! (1995) – Fish-N-Chumps/Camera Shy (1995) – Nothing to Sneeze At/Old Fogey Froggy (1995) - Speaking Terms/Tooth and Nail (1995)
- General Chaos: Uncensored Animation (1998)
- Hairballs (2000)

## Premis i nominacions
Nominacions
- 2011: Primetime Emmy al millor programa d'animació de format curt per SpongeBob SquarePants